# Неволин, Анатолий Николаевич
Анатолий Николаевич Неволин (26 ноября 1923, Московская губерния — 10 апреля 1981, Московская область) — участник Великой Отечественной войны, полный кавалер ордена Славы, командир отделения взвода пешей разведки 166-го стрелкового полка.

## Биография
Родился 26 ноября 1923 года в деревне Новое Волоколамского уезда (ныне эта деревня входит в состав муниципального округа Шаховская Московской области). Окончил 7 классов и школу ФЗО. Работал токарем.
В 1942 году был призван в Красную Армию. С июня 1942 года на фронте. Воевал на Ленинградском, 3-м Прибалтийском и 1-м Украинском фронтах. Член ВКП(б) с 1944 года. К лету 1944 года сержант Неволин — командир отделения взвода пешей разведки 166-го стрелкового полка 98-й стрелковой дивизии.
29 июня 1944 года в районе юго-западнее города Нарва он с группой захвата проник в расположение противника и захватил «языка». При отходе, прикрывая группу, уничтожил более 10 противников и подавил огневую точку.
Приказом от 8 июля 1944 года был награждён орденом Славы 3-й степени.
1-2 сентября 1944 года при форсировании реки Вяйке-Эмайыги у населенного пункта Тонеа Лицва (Эстония) первым переправился на противоположный берег и успешно провел разведку переднего края противника. Вступив в бой, уничтожил несколько противников и огнём из автомата прикрывал форсирование реки стрелковыми подразделениями.
Приказом от 18 октября 1944 года награждён орденом Славы 2-й степени.
19 марта 1945 года с группой разведчиков в наступательном бою ворвался в населенный пункт Обер-Глогау. В ходе боя им было уничтожено около 20 противников и 3 взято в плен. 31 марта вместе с бойцами овладел населенным пунктом Бургштедтель и удерживали его до подхода главных сил.
В 1945 году демобилизован. Вернулся на родину.
Указом Президиума Верховного Совета СССР от 15 мая 1946 года за исключительное мужество, отвагу и бесстрашие, проявленные в боях с вражескими захватчики награждён орденом Славы 1-й степени. Стал полным кавалером ордена Славы.
Жил в селе Середа Шаховского района Московской области, работал в совхозе. Скончался 10 апреля 1981 года.
Награждён также несколькими медалями.
На доме, где он жил, установлена мемориальная доска.